# جائزة أيطاليا الكبرى 1949
العنوان (بالإنجليزية: 1949 Italian Grand Prix)‏ هو سباق فورمولا 1 أقيم بتاريخ 11 سبتمبر 1949 في حلبة مونزا، إيطاليا. حلّ الإيطالي البرتو اسكاري أولا.